# مجزرة عائلة أبو معمر (21 ديسمبر 2023)
مجزرة عائلة أبو معمّر (21 ديسمبر 2023) أو مجزرة عائلة معمر هي مجزرة ارتكبها سلاح جوّ الإحتلال الإسرائيلي يوم الخميس الموافق 21 ديسمبر/كانون الأول 2023. استهدفت هذه الغارات منزل سكني في منطقة الفخاري شرق خان يونس تجمّع فيه أفراد العائلة وبعضهم نازحين من مناطق الشمال. هذه المجزرة من ضمن عدة مجازر وقعت خلال عملية طوفان الأقصى. تسبّبت هذه المجزرة الإسرائيليّة والتي استهدفت منزل نزح إليه أفراد عائلة أبو معمّر إلى استشهاد أكثر من 24 شهيدًا.

## خلفية الحدث
في ساعاتِ الصباح الأولى من يوم السابع من أكتوبر 2023 أطلقت حركة المقاومة الإسلامية حماس عبر ذراعها العسكري كتائب الشهيد عز الدين القسام عملية طوفان الأقصى وذلك ردًا على الاعتداءات الإسرائيلية وتدنيس الأقصى والاستمرار في الاستيطان، كما أكّد على ذلك محمد الضيف القائد العام للقسّام والذي أعطى إشارة انطلاق العمليّة التي شهدت اقتحامًا من المقاومين لمستوطنات غلاف غزة ونجحوا في قتلِ عدد كبيرٍ من الجنود الإسرائيلين، وأسر عشرات آخرين كما استطاعوا خلال ساعات قطع عشرات الكيلومترات ووصلوا لمستوطنات أبعد من تلك المحيطة والقريبة من قطاع غزة.
الرد الإسرائيلي على هذه العمليّة جاء من خلال شنّ سلاح الجو الإسرائيلي عشرات الغارات العشوائيّة على القطاع متسبّبة في مقتل عشرات المدنيين وتدمير البنية التحتية لمدن القطاع، ليصل حد فرض إغلاق شامل وقطع متعمد لكل الخدمات من ماء وكهرباء وغاز، وهو ما هدَّد حياة أكثر من مليونَي فلسطيني يعيشُ داخل القطاع الذي يُعاني أصلًا من تبعات الحصار الخانق عليهم منذ ستة عشر عاماً.
وفي مساء يوم 27 أكتوبر/تشرين الأول، أعلن جيش الاحتلال الإسرائيلي بدء الهجوم بري على قطاع غزة من خلال بدء التوغل في بلدة بيت حانون ومخيم البريج. حدث الهجوم وسط سلسلة من الغارات الجوية الإسرائيلية واسعة النطاق التي أدت إلى قطع الاتصالات المتنقلة والوصول إلى الإنترنت في غزة.
وبتاريخ 24 نوفمبر 2023 تم وقف إطلاق النار بين المقاومة الفلسطينية وإسرائيل، وهو وقف إطلاق نار مؤقت جرى في الحرب الدائرة بين فصائل المقاومة الفلسطينية في غزة وإسرائيل. وبتاريخ 2 ديسمبر انتهت الهدنة، وخلال ساعات إنتهاء الهدنة الأولى قام سلاح الطيران الإسرائيلي بشن هجمات صاروخية مكثفة على كافة أنحاء القطاع مع التركيز على المنطقة الجنوبية لقطاع غزة.

## المجزرة
خلال الحرب الفلسطينية الإسرائيلية 2023، أرتكب الجيش الإسرائيلي العديد من المجازر، وكان من بين هذه المجازر هي عائلة أبو معمّر، حيثُ وقعت هذه المجزرة بتاريخ 21 ديسمبر 2023. قام سلاح الجو الإسرائيلي يقصف منزل سكني تواجد فيها أكثر من 40 شخص من عائلة أبو معمر وتحصنوا في المنزل بعد نزوحهم من منازلهم في أقصى شمال القطاع. أعلنت وزارة الصحة داخل القطاع في حصيلة شبه نهائيّة ارتفاع عدد قتلى هذه المجزرة لـ 24 فلسطينييًا جميعهم من أسرة واحدة.

## الضحايا
1. نبيل منصور سليمان ابو معمر
2. أحلام سليمان حمد أبو معمر
3. محمد نبيل منصور أبو معمر
4. منصور نبيل منصور أبو معمر
5. أسامة رزق أحمد حمد أبو معمر
6. تالا أحمد رزق أحمد حمد أبو معمر
7. رامي سليمان حمد أبو معمر
8. سماح أبو معمر
9. سارة رامي سليمان أبو معمر
10. رشا زوجة علي سليمان حمد ابو معمر
11. سجود علي سليمان أبو معمر
12. ساجد علي سليمان أبو معمر
13. سليمان علي سليمان أبو معمر
14. علاء سليمان حمد أبو معمر
15. نهيل سامي محمد أبو معمر
16. هيلين سامي محمد أبو معمر
17. أمير سامي محمد أبو معمر
18. أركان هاني محمد أبو معمر
19. هاني مصطفى علي أبو معمر
20. ميسون عدنان منصور أبو معمر
21. رنيم عبدالله زياد أبو معمر
22. إسلام عدنان منصور أبو معمر
23. محمد جهاد منصور أبو معمر
24. الحاجة نعيمة علي محمد أبو معمر